# Багалади
Багалади (итал. Bagaladi) — коммуна в Италии, расположена в области Калабрия, подчиняется административному центру метропольный город Реджо-ди-Калабрия.
Население составляет 1266 человек (на 2001 год), плотность населения составляет 42 чел./км². Занимает площадь 30 км². 
Почтовый индекс — 89060. Телефонный код — 0965.
Покровителем коммуны почитается святой мученик Феодор Тирон, день его памяти ежегодно отмечается 9 ноября.
Соседние населённые пункты: Кардето, Монтебелло-Ионико, Реджо-Калабрия, Роккафорте-Дель-Греко, Сан-Лоренцо.